# Elefanten-Dha
Das Elefanten-Dha (englisch Giant-Dha) ist ein Schwert aus Siam.

## Beschreibung
Das Elefanten-Dha hat eine leicht gebogene, einschneidige Klinge, die vom Heft zum Ort fast gleich breit verläuft. Der Ort kann spitz, oder leicht abgerundet sein. Das Heft ist meist rund und aus verschiedensten Materialien gearbeitet. Es hat eine Klingenzwinge sowie einen Knauf, der meist aus Metall gearbeitet ist. Die Scheiden sind meist zweiteilig, aus Holz und zur besseren Befestigung mit Metallbändern gefasst oder mit Rattanbändern umwickelt. Das Elefanten-Dha gleicht, bis auf seine Dimensionen, dem normalen Dha. Diese Dimensionen sind das außergewöhnliche, wenn man es mit dem normalen Dha vergleicht (siehe Bilder in den Weblinks). Ein gewöhnlicher Dha hat eine Gesamtlänge von etwa 80 cm, während dieses die doppelte Länge besitzt. Alte siamesische Schriften berichten von großen Dha-Versionen, die zum Einsatz an Kriegselefanten (siehe Weblink Nr. 2) benutzt wurden. Auf diese Verwendung deuten auch die Hefte mancher Versionen hin, deren Heft im Knaufbereich nach oben hin abgebogen ist. Bei der Verwendung als Kampfwaffe gegen Menschen wäre diese Biegung derartig hinderlich, dass eine Verwendung dafür ausgeschlossen ist. Ebenfalls widerspricht die Kampftechnik mit dem Dha dieser Möglichkeit, da der Dha auf kurze, sehr schnelle Schlagfolgen ausgerichtet ist, was bei der Länge des Elefanten-Dha nicht möglich ist. Es ist möglich, dass diese Waffen auch für zeremonielle Zwecke benutzt wurden.